# Johnny Branch
Johnny Edward Branch (Harvey, 17 febbraio 1968) è un ex cestista statunitense naturalizzato portoghese, professionista in Europa, in Medio Oriente e in America centrale.

## Carriera
Dopo aver giocato per alcune stagioni in Portogallo, venne notato dagli osservatori di Montecatini che lo tesserarono per il campionato di Serie A2 1996-1997 con lo status di comunitario grazie al passaporto portoghese. Qui viaggiò a 16,1 punti di media con il 40,3 al tiro da tre, attirando le attenzioni dei greci del Panathīnaïkos che lo ingaggiarono nell'estate seguente. La parentesi greca tuttavia non fu memorabile, tanto che il giocatore venne tagliato a dicembre dopo pochi mesi.
Nell'estate del 1998 firmò prima con gli spagnoli del Cáceres ma fu liberato per motivi economici, quindi siglò un contratto di breve durata con la Benetton Treviso, con cui però giocò ufficialmente solo in Coppa Italia prima di essere tagliato con la complicità di alcuni problemi fisici. Nel novembre 1998, Branch si accordò con il Fabriano Basket in A2, dove segnò 10,9 punti di media con il 28,6% da tre.
Successivamente fu impegnato nella Liga LEB, la seconda serie spagnola, vestendo i colori del Granada nel 1999-2000 e del Rosalía de Castro nel 2000-2001. Queste due parentesi furono inframezzate dalla breve esperienza agli israeliani dell'Hapoel Haifa tra l'ottobre e il dicembre del 2000.
Nel 2001 giocò con il Sameji nella Repubblica Dominicana, ma poi tornò anche nel campionato portoghese, questa volta tra le file dell'Universidade dos Açores.
Nel gennaio 2003 andò a rinfoltire la rosa del Progresso Castel Maggiore, squadra militante in Legadue, ma nella rimanente regular season giocò solo 4 partite durante le quali ebbe medie di 7 minuti e di 1,5 punti segnati a partita. Ai play-off disputò 7 partite a 3,6 minuti di media, senza mai segnare neppure un punto. Nonostante ciò, nell'ottobre del 2003 ricevette l'offerta da parte della Pallacanestro Virtus Roma di Serie A, venendo utilizzato anche in questo caso perlopiù dalla panchina con un minutaggio medio di 6,8 minuti a gara. Con la formazione capitolina fece il suo esordio personale in Eurolega.